# David Mendes da Silva
Davide Miquel Mendes da Silva Gonçalves (Roterdão, 4 de agosto de 1982), mais conhecido por Mendes da Silva, é um futebolista holandês. Joga tanto como Volante como Zagueiro.

## Carreira
De origem cabo-verdiana, Mendes iniciou a trajetória futebolística no Activitas, e em seguida, foi repassado ao Sparta Roterdã. foi destaque na equipe da cidade portuária até 2004 (em 2003, foi emprestado ao Ajax, mas não chegou a atuar), quando se transferiu para o NAC Breda e anteriormente esteve no AZ. Ele defende o Red Bull Salzburg, atualmente está no Panathinaikos.

## Seleção
Mendes defende a Seleção da Holanda desde 2007, com sete partidas disputadas. Defenderá a seleção holandesa na copa do mundo 2010 - África do Sul.